# Engbers
Die Engbers GmbH & Co. KG ist ein deutsches Familienunternehmen der Textilbranche mit Sitz im nordrhein-westfälischen Gronau. Das Unternehmen entwirft, produziert und verkauft Herrenbekleidung und betreibt in Deutschland und Österreich über 300 Geschäfte mit rund 1780 Mitarbeitern.

## Geschichte
Am 7. Januar 1946 eröffnete Albert Engbers (1907–1982) die „engbers Wäschefabrik“ in Gronau-Epe im Münsterland. Im Jahr 1950 folgte der Kauf der Hemdenfabrik in Gronau, in der Spezial-Oberhemden produziert werden. 1960 eröffneten die ersten Hemdenlädchen unter anderem in Gronau, Münster, Emsdetten und Warendorf, 1965 verfügte das Unternehmen über mehr als 75 Filialen. Die Eröffnung des Bekleidungshauses in Gronau auf über 1600 m² Verkaufsfläche folgte 1970 und 1973 erwarb das Unternehmen ein weiteres Objekt in Gronau, den heutigen Sitz der Hauptverwaltung. 1976 stieg Bernhard Bosch in das Unternehmen ein und gründete die „Bosch Textil Gruppe“ für den Bereich Großhandel. Im Jahr 1978 wurde die Albert-Engbers-Stiftung gegründet, die sich für regionale Musik- und Sportförderung einsetzt. Am 14. Januar 1982 starb Albert Engbers im Alter von 74 Jahren, woraufhin die Familie Bernhard Bosch 1986 die gesamten Geschäftsanteile übernahm und ein Jahr später ein neues Unternehmenskonzept einführte. Am 1. März 1993 trat Bernd Bosch in das Unternehmen ein und im November 1993 wurde die hundertste Filiale eröffnet. 1994 verstarb der bisherige Geschäftsführer Bernhard Bosch und sein Sohn Bernd Bosch übernahm die Leitung des Unternehmens, die er bis heute innehat. Im Jahr 1996 gründete der Bekleidungshersteller die gemeinnützige Bernhard-Bosch-Stiftung „Kinder der Welt: Hilfe für mehr Zukunft“. 
Im Jahr 1998 wurde eine eigene Kundenbindungskarte eingeführt, die bis Anfang 2019 von ca. 2,7 Millionen Kunden genutzt wurde. 2000 wurde der Online-Shop eröffnet und das Unternehmen expandierte mit über 130 Filialen. 2006 erfolgte mit der Eröffnung der ersten Filiale in Klagenfurt der Markteintritt in Österreich. Im Jahr 2008 eröffnete Engbers erste Stores der Marke „emilio adani“. Die Förderung von Mitarbeitern wurde seit 2014 durch die Eröffnung der Engbers-Akademie vorangetrieben. Im gleichen Jahr entstand mit Harald Glööckler die Kollektion „Glööckler exklusive for engbers“. Seit 2016 ist Wotan Wilke Möhring Markenbotschafter.

## Emilio Adani
Die Marke „Emilio Adani“ gehört zu dem Männermode-Unternehmen Engbers GmbH & Co. KG. Bis 2004 war die Marke nur als italienisches Stricklabel bekannt. 2005 wurde die Marke weiterentwickelt. Ab 2008 wurde auch ein eigenständiges Filialnetz für Herrenmode mit dem Namen Emilio Adani aufgebaut und 2011 gab es 22 Stand-Alone Stores und mehrere Kombi-/Flagshipstores in Deutschland in Verbund mit dem Label Engbers. Seit April 2011 besteht ein eigenständiger Online-Shop.